# The Master Mind
Pour les articles homonymes, voir Mastermind (homonymie).
Pour plus de détails, voir Fiche technique et Distribution.
The Master Mind est un film américain réalisé par Oscar Apfel et Cecil B. DeMille, sorti en 1914. 

## Fiche technique
- Titre original : The Master Mind
- Réalisation : Oscar Apfel et Cecil B. DeMille (non crédité)
- Scénario : 	Clara Beranger, d'après la pièce 	The Master Mind de Daniel D. Carter
- Production : Jesse L. Lasky Feature Play Company
- Distribution : Paramount Pictures
- Pays de production :  États-Unis
- Format : Noir et blanc - 35 mm - 1,33:1 - muet
- Genre : Drame
- Durée : 50 minutes
- Date de sortie : 
  - États-Unis : 11 mai 1914

## Distribution
- Edmund Breese : Richard Allen
- Fred Montague : Henry Allen
- Jane Darwell : Milwaukee Sadie
- Dick La Reno : Blount
- Harry Fisher : Diamond Willie
- Mabel Van Buren : Lucine « Three-Arm Fanny »
- Richard La Strang : Safe Blower
- Monroe Salisbury : District attorney
- Billy Elmer : Creegan